# Acacia pharangites
Acacia pharangites är en ärtväxtart som beskrevs av Bruce R. Maslin. Acacia pharangites ingår i släktet akacior, och familjen ärtväxter. Inga underarter finns listade i Catalogue of Life.